# Sør-Aurdal
Sør-Aurdal és un municipi situat al comtat d'Innlandet, Noruega. Té 3.058 habitants (2016) i té una superfície de 1.109 km². El centre administratiu del municipi és el poble de Bagn.
El municipi limita al nord amb Nord-Aurdal i Etnedal, al nord-est amb Nordre Land, a l'est amb Søndre Land, al sud amb Ringerike i Flå, i a l'oest amb Nes i Gol. Sør-Aurdal és part del districte tradicional de Valdres, al centre-sud de Noruega, situat entre les valls de Gudbrandsdal i Hallingdal.